# 425 a.C.

## Eventos
Lúcio Quíncio Cincinato, pela segunda vez, Aulo Semprônio Atratino, Lúcio Fúrio Medulino, pela segunda vez, e Lúcio Horácio Barbato, tribunos consulares em Roma.

## Mortes
- Heródoto - famoso historiador Grego (data aproximada)